# Municipio de Tsarevo
El municipio de Tsarevo (búlgaro: Община Царево) es un municipio búlgaro perteneciente a la provincia de Burgas.
En 2013 tiene 9453 habitantes.
En la capital municipal Tsarevo viven dos terceras partes de la población municipal. El resto de la población se reparte entre las siguientes localidades: Ahtopol, Brodilovo, Balgari, Varvara, Velika, Izgrev, Kondolovo, Kosti, Lozenets, Rezovo, Sinemorets y Fazanovo.
Es fronterizo con Turquía y se ubica en la esquina suroriental de la provincia, en la costa del mar Negro.